# Treglava
Treglava is een plaats in de gemeente Grubišno Polje in de Kroatische provincie Bjelovar-Bilogora. De plaats telt 123 inwoners (2001).